# Порохівська сільська рада
Порохівська сільська́ ра́да — колишня адміністративно-територіальна одиниця та орган місцевого самоврядування в Чортківському районі Тернопільської області. Адміністративний центр — с. Порохова.

## Загальні відомості
Порохівська сільська рада утворена 22 березня 1990 року.
- Територія ради: 21,22 км²
- Населення ради: 1 167 осіб (станом на 2001 рік)
- Територією ради протікає річка Баришка

До 19 липня 2020 р. належала до Бучацького району.
11 грудня 2020 р. увійшла до складу Бучацької міської громади.

## Населені пункти
Сільській раді підпорядковані населені пункти:
- с. Порохова

## Склад ради
Рада складається з 20 депутатів та голови.
- Голова ради:

### Керівний склад попередніх скликань
| Прізвище, ім'я, по батькові   | Основні відомості                                    | Дата обрання | Дата звільнення |
| ----------------------------- | ---------------------------------------------------- | ------------ | --------------- |
| Крижанівський Іван Степанович | Сільський голова, 1958 року народження, безпартійний | 26.03.2006   | 31.10.2010      |

Примітка: таблиця складена за даними сайту Верховної Ради України

### Депутати
За результатами місцевих виборів 2010 року депутатами ради стали:

#### За суб'єктами висування
| Суб'єкт висування | Кількість обраних депутатів | %   |
| ----------------- | --------------------------- | --- |
| Самовисування     | 20                          | 100 |

#### За округами
| № округу | Прізвище, ім'я, по батькові   | Дата визнання обраним | Освіта             | Партійна приналежність | Відомості про обраного депутата                                   |
| -------- | ----------------------------- | --------------------- | ------------------ | ---------------------- | ----------------------------------------------------------------- |
| 1        | Мойсей Марія Степанівна       | 01.11.2010            | середня спеціальна | позапартійна           | Порохівський дитячий садок, зав. Порохівським дит.садком          |
| 2        | Паращук Михайло Васильович    | 01.11.2010            | середня            | позапартійний          | м. Бучач, сирзавод., водій                                        |
| 3        | Паращук Петро Михайлович      | 01.11.2010            | середня            | позапартійний          | Бучацька державна поліклініка, зубний технік                      |
| 4        | Комарницький Михайло Петрович | 01.11.2010            | середня спеціальна | позапартійний          | Порохівська сільська рада, технік, землепорядник                  |
| 5        | Панасюк Володимир Іванович    | 01.11.2010            | вища               | позапартійний          | тимчасово не працює                                               |
| 6        | Федів Ольга Іванівна          | 01.11.2010            | середня спеціальна | позапартійна           | Порохівська бібліотека, завідувачка бібліотеки                    |
| 7        | Ткач Ярослав Михайлович       | 01.11.2010            | середня спеціальна | позапартійний          | тимчасово не працює                                               |
| 8        | Мельник Михайло Степанович    | 01.11.2010            | середня            | позапартійний          | тимчасово не працює                                               |
| 9        | Лозінська Катерина Іванівна   | 01.11.2010            | середня спеціальна | позапартійна           | пенсіонер                                                         |
| 10       | Худик Богдан Михайлович       | 01.11.2010            | середня            | позапартійний          | тимчасово не працює                                               |
| 11       | Атаманюк Михайло Зіновійович  | 01.11.2010            | середня            | позапартійний          | тимчасово не працює                                               |
| 12       | Мельник Зіновій Йосипович     | 01.11.2010            | середня спеціальна | позапартійний          | пенсіонер                                                         |
| 13       | Лучка Богдан Миколайович      | 01.11.2010            | середня спеціальна | позапартійний          | пенсіонер                                                         |
| 14       | Дутчак Галина Степанівна      | 01.11.2010            | вища               | позапартійна           | Порохівська сільська рада, бухгалтер                              |
| 15       | Клим Роман Володимирович      | 01.11.2010            | середня            | позапартійний          | студент                                                           |
| 16       | Романовська Ганна Степанівна  | 01.11.2010            | середня спеціальна | позапартійна           | Порохівський фельдшерсько-акушерський пункт, патронажна медсестра |
| 17       | Товпига Богдана Василівна     | 01.11.2010            | середня спеціальна | позапартійна           | Порохівський фельдшерсько-акушерський пункт, завідувачка          |
| 18       | Товпига Михайло Іванович      | 01.11.2010            | середня            | позапартійний          | Порохівський фельдшерсько-акушерський пункт, медбрат              |
| 19       | Борчук Михайло Степанович     | 01.11.2010            | вища               | позапартійний          | Порохівська сільська рада, секретар                               |
| 20       | Борчук Володимир Ярославович  | 01.11.2010            | середня            | позапартійний          | тимчасово не працює                                               |